# El Infierno del némesis
El Infierno del némesis es un disco de la banda de rock peruana Leusemia grabado en vivo durante un concierto previo a la salida del disco doble Moxón donde tocaron material inédito. El sonido es defectuoso pero es un documento valioso para sus seguidores.

## Canciones
1. Proemikon / Kince segundos de gloria (9:11)
2. Inmadurez (3:23)
3. Don Pedro Marmaja (3:06)
4. Instantes eternos (5:09)
5. Yo tengo tanto temor como tú (Nacidos para bordear el miedo) (11:30)
6. La karakola subterránea (6:49)
7. Al colegio no voy más (4:45)
8. Por las sendas del pastel (1:41)
9. Por los caminos del alcohol (2:50)
10. Un lugar - No hay futuro (4:28)
11. Oirán tu voz, oirán nuestra voz (5:37)
12. Demolición (cover de Los Saicos) (2:23)

- Datos: Q5825359